# Mikoláš Aleš
Mikoláš Aleš, češki slikar, * 18. november 1852, Mirotice, † 10. julij 1913, Praga.
Ukvarjal se je predvsem z dekorativnim slikarstvom. V avli praškega Narodnega divadla (Narodnega gledališča) je v letih 1877 do 1881 skupaj s Františkom Ženíškom ustvaril vsebinsko zaključen opus Domovina (Vlast), ki v 21 slikah prikazuje prebujajoče se češko narodno gibanje. V privatnih in drugih javnih zgradbah je ustvarjal freske. Zelo priljubljene so njegove ilustracije čeških ljudskih  pesmi.